# Assunzione della Vergine (Ghiberti)
L'Assunzione della Vergine è una vetrata del Duomo di Firenze, disegnata da Lorenzo Ghiberti ed eseguita da Niccolò di Piero, databile al 1404-1405. Si trova nell'occhio centrale della facciata.

## Storia
Si tratta di una delle prime vetrate disegnate da Ghiberti per la cattedrale fiorentina, come riporta egli stesso nei suoi Commentari: «disegnai nella faccia di Santa Maria del Fiore, nell'occhio di mezzo, l'assunzione di Nostra Donna e disegnai gli altri [vetri che] sono dallato».
L'opera venne montata entro il giugno 1405, quando vennero pagati i ferri per l'armatura al fabbro Cambio di Piero.

## Descrizione
Entro una cornice goticheggiante di santi e profeti entro quadrilobi, su sfondo celeste si svolge la scena dell'Assunzione di Maria in cielo, dove la attende Gesù tra angeli con la corona già in mano. La Vergine è rappresentata con una fissità iconica mentre con le mani giunte ed entro una mandorla ascende circondata da angeli e con alla base un gruppo di serafini. Gli angeli sono disposti a gruppi simmetrici, ma con varianti a contrapposto, e sono ritratti in varie attività, dal pregare al musicare, tra cui spiccano soprattutto i due nella parte inferiore della mandorla che spingono verso l'alto, un nuovo motivo introdotto pochi anni prima nella Porta della Mandorla e qui già recepito (mentre Ghiberti lo ignorò nell'Assunta di Sant'Angelo in Vado, del 1400).